# 铁道英雄
《铁道英雄》（英語：Railway Heroes）是2021年中国大陆战争片，改编自刘知侠的小说《铁道游击队》，导演杨枫，主演张涵予、范伟、魏晨、周也、俞灏明、森博之，讲述中国抗日战争时期山东省临城一支中国共产党的抗日地下武装力量抗日的故事，2021年11月19日上映。

## 剧情
1908年，德国和英国的铁路公司合作建设了津浦铁路，北起天津市，南到江苏省南京市。1938年，大日本帝国陆军侵占津浦铁路，这条铁路成为大日本帝国掠夺中华民国物资和输送弹药的主干线。津浦铁路山东省临城县一带，有一支由工人组建的抗日武装力量，隐蔽身份和日军周旋斗争。
1939年冬季的一个大雪纷飞的晚上，三名工人抗日武装力量蒙面潜入山东省临城县火车站驻地华北交通株式会社“富茂商行”，暗杀了当时正在和艺伎喝酒作乐的日军守卫官员，并且夺走机密文件《满铁大调查部》，临走时，他们把“杀倭灭寇”字条钉在墙上。
数日后，大日本帝国陆军派遣藤原（人称万老板）来临城县，他和三名护卫悄悄来到“万隆皮货行”。当晚，抗日武装力量“搬运队”假扮成日军宪兵搭乘他坐的火车，刺杀了驾驶员和守卫士兵，抢劫了车上的一批货物。次日早上，老洪（人称洪师傅、洪哥；张涵予演）骑着自行车去临城火车站上班，不小心撞了日军护士庄研（周也演），到了工厂后，工友告知他昨晚抢劫军粮的人被日军抓了。随后，一名日军军官通知老洪，叫他带上自己的人去宪兵队训练场集合。宪兵队岩井队长下令将被捕的三名抗日武装力量用日本刀刺入胸膛旋转绞烂内脏而死。汉奸汤哲（小么哥演）向藤原报告了火车站兴安街的居民收留铁道队的事情，藤原许诺将把万隆皮货行赏赐给他。火车站站长（人称掌柜的）通知老王（范伟演；运输指令室调度员）晚上有辆火车到达，延迟20分钟到站，老王给他送了两瓶酒、一只烧鸡和一把花生。晚上，一搬运队工人假装辱骂老王，上前给他点烟道歉，老王趁机把藏了信息的烟交给工人。晚上，教导员黎畅（杨浩宇演）悄悄来到老洪等人藏身的屋里，请他们劫当晚的火车，抢车上的药品。晚上，藤原在万隆皮货行告知岩井自己明天将搬到火车站，万隆皮货行则交给汤哲管理。第二天，藤原带着三名护卫来到富茂商行，并且决定在可以看到火车站的那间房子办公。晚上，老王在火车旁散步，遇到火车车头加煤的工人石头（昵称小兔崽子；周政杰演），送给他一包糖炒栗子，叫他喊自己“爹”，石头狡猾说水开了要去忙。老王继续往前走，遇到火车上抬下来几名伤病，护士长带着护士给他们包扎。前方，老王看到工人安子（姜寒演；汉奸）笑呵呵和日本宪兵队在聊天。当晚，老洪带着队友抢劫了火车，但是遇到了日军的枪击。第二天，岩井和火车站站长向藤原报告了情况，藤原开始怀疑火车站里有内鬼。当晚，藤原的三名护卫来到火车站兴安街，假扮铁道队的，敲开门杀了三户人家，当晚，老洪和队友在“高炉泡澡”泡澡。第二天，铁道队排队打伤寒疫苗，一名队友将纸条信息递给老洪，这一幕被队里的安子看到，报告给了日本兵，此时，老洪已经坐在护士庄研前准备打疫苗，听到外面声响，把纸条塞进了她桌上的纱布卷中间，三名藤原护卫没有从老洪身上搜到纸条，藤原走后，护士庄研说他眼睛发炎，递给他一包药，纸条也藏在里面。晚上，老洪在铁路旁点烟，并且查看了烟里的纸条，老王告知他“有内鬼，需提防”，看了信息后，老洪点燃纸条烧了，安子则躲在车旁，监视到了这一幕；火车站站长通知老王明天陪他去连云港。在火车上，老王和石头又见面了，老王把火车站站长赏给他的苹果给了石头，当他拿出折叠刀切苹果时，石头看上了他的那把刀。藤原在办公室用望远镜观察火车站，并且注意到了老王。晚上，藤原到火车站站长处询问老王的身世情况。下班后，老王借借火点烟的名义把自己藏有信息的烟递给老洪，老洪回赠护腿一副，这一幕被队里跟踪他的安子看到。老洪躲到一个僻静的巷子里，迎面出来撞破跟踪他的安子，跟安子借了个火点烟，随后抓断身旁小摊上的冰柱，刺死了安子。晚上，日本宪兵队命令工人搬运武器到火车上，并且拉响警报，引起了老王的注意，老王想出去通风报信，被门口的卫兵阻止。老洪带着队友劫火车，遇到了火车上日军的埋伏，亓鲁、林栋、高非中弹壮烈牺牲，老洪受伤逃走，藤原和下属赶到现场，搜出了几具尸体。回家的护士庄研看到了受伤晕倒在兴安街的老洪，将他带回家给他包扎了伤口。次日，岩井队长亲点工人到班情况，报告老洪没有上班，藤原决定亲自抓捕老洪。老洪醒后，把自己的一个随身物品“车轮”交给庄研，请她交给机修车间的常亮和告诉他“老地方见”，因给常亮送信，庄研也被日军盯上，离开了护士队。老洪回家在屋外取机密文件后，遇上了埋伏在他家的藤原，两人对射了一阵之后逃走，在逃跑路上碰上了亓顺（魏晨演），他们一同回到了山里废弃火车的秘密据点。晚上，老王回到自己住所，即运输指令室，藤原却已经在那等他，藤原言语试探了老王之后走了。趁着过年，临城县里到处放鞭炮，亓顺拿着他们抢劫日军的美国造斯普林菲尔德抢，一枪射掉了日军的灯塔。亓顺帮老洪他们改进了枪支。教导员来到“高炉泡澡”，通知了铁道队，要炸掉日军从连云港发往安徽省繁昌县经过临城县的军火。教导员来到铁道队山里的秘密据点，老洪交给他自己从家门外取的机密文件，打开一看，是牺牲队员申请加入中国共产党的纸条。藤原、岩井和火车站站长一同在欣赏日本传统歌舞，藤原宣布自己将亲自押送军火。教导员带领秘密据点的铁道队队员和庄研，在车窗上画了一个党徽，宣誓加入中国共产党。教导员和铁道队队员送走去山里的庄研。火车站站长通知老王今晚有火车进站并且改道皖线，要他通知其他火车延迟30分钟进站。藤原命令下属岩井今晚干掉老王，汉奸汤哲自告奋勇接受了任务。老王来到火车上，把自己的折叠刀送给了石头，随后提着酒打算出站，遭到守卫士兵拦住，岩井放走了他。老王出了站，径直走到对面的卖酒店，一旁的汉奸汤哲在人力车上盯着他，老王告知了情报员晚上6点有火车到站，情报员旋即离开，汉奸汤哲想跟上去，老王丢了一枚手雷在他人力车上，炸死了他。岩井带着士兵赶到现场，却一无所获。老王回到站，在藤原的办公室对面喝了一口酒，望着窗口盯他的藤原笑了。晚上，藤原把老王捆绑着带上了火车，石头目睹了这一幕。亓顺卧在铁轨上射杀了火车驾驶员，逼停了火车，石头害怕得抱头躲在角落里。老王和藤原坐在一张桌子前，面对面坐着。老王趁着晃动的火车去夺餐桌上的小刀，藤原抢过小刀，按住老王的手掌，一把将刀钉住老王的手掌在餐桌上。岩井来到驾驶室启动火车，藤原将石头按在滚烫的锅炉上，烫伤了他的半边脸。愤怒的石头拿着老王送给他的折叠刀划伤了岩井，被岩井击倒，石头爬起来，抡起取煤炭的叉子，刺死了岩井，死前，岩井用手枪射杀了石头，两人同归于尽。铁道队和火车上的日军对射，之后登上火车。老洪跑到老王的车厢，拔掉订着老王手掌的刀子，却被藤原射伤倒地。藤原拿枪指着老洪的头顶，这时，老王冲过去，藤原射死了老王，老洪则趁机射掉了藤原的左臂并且射死藤原。老洪和老王瘫坐在座位上，老洪点燃一支烟，也给老王吸了一口，老王说了一句“太阳出来”就去世了。火车外的日军冲向火车，老洪解开了棉絮，点燃了捆绑在身上的炸弹，说“老哥几个，备好酒，我们这就到”，炸毁了火车。

## 演员
- 张涵予 出演 洪海，人称老洪，铁道队队长。
- 范伟 出演 老王，临城火车站排班员。
- 魏晨 出演 亓顺，亓鲁的弟弟，在汉阳兵工厂当验枪员。
- 周也 出演 庄研，日军的护士，后来加入抗日武装力量。
- 俞灏明 出演 林栋，抢劫日军火车时壮烈牺牲。
- 森博之 出演 藤原弘一
- 谭凯 出演 亓鲁，亓顺的哥哥，抢劫日军火车时壮烈牺牲。
- 杨浩宇 出演 黎畅，教导员。
- 小么哥 出演 汤哲，汉奸。
- 周政杰 出演 石头，日军火车车头加煤炭的劳工，老王的“干儿子”。
- 郭铭宇 出演 常鸣，弟弟常亮。
- 刘显达 出演 常亮，哥哥常鸣
- 王飞 出演 高非，抢劫日军火车时壮烈牺牲。
- 郑楚一 出演 岩井，宪兵队队长。
- 姜寒 出演 安子，铁道队里的汉奸，后来被老洪清除掉。
- 尚铁龙 出演 老高头
- 张璇 出演 枝子
- 蒋一铭 出演 高桥
- 李昕岳 出演 雅美
- 方楚彤 出演 安慧
- 李思哿 出演 迎春
- 刘杰毅 出演 小伍
- 王达 出演 德川少佐
- 汪帅、王超、李春辉 出演 特战员
- 陈勇 出演 万隆皮货行伙计
- 陈广威 出演 押车员

## 制作
《铁道英雄》根据八路军第115师鲁南铁道大队事迹创作。影片主要在北京怀柔中影基地搭景拍摄。

## 音乐
| 曲序 | 曲目                             |            | 作曲   | 歌手   |
| ---- | -------------------------------- | ---------- | ------ | ------ |
| 1.   | 《又弹起心爱的土琵琶》（主题曲） | 芦芒、何彬 | 吕其明 | 刘德华 |

旋律改编自1956年版电影《铁道游击队》的歌曲《弹起我心爱的土琵琶》。

## 发行
《铁道英雄》原本定档2021年10月1日国庆节，后来推迟到11月19日。
11月11日，终极预告片发布。11月15日，王中磊，导演杨枫，演员张涵予、范伟、魏晨、俞灏明、谭凯等一起前往山东青岛开启全国首站路演。刘德华空降现场，与张涵予、范伟继2004年的《天下无贼》时隔17年后再度聚首，并合唱了片尾主题曲《又弹起心爱的土琵琶》。
中国大陆票房收入1.42亿人民币。

## 奬項
| 年份 | 颁奖典礼               | 奖项       | 入圍者 | 结果 |
| ---- | ---------------------- | ---------- | ------ | ---- |
| 2022 | 第十四屆澳門國際電影節 | 最佳男配角 | 范偉   | 獲獎 |